# União Suzano Atlético Clube
O União Suzano Atlético Clube, também conhecido pelo acrônimo USAC, é um clube de futebol sediado em Suzano, Região Metropolitana de São Paulo. Fundado em 25 de janeiro de 1969, participou de torneios amadores até se profissionalizar em 1983.

## História
O União Suzano foi fundado sob o nome de Clube Atlético Paulista em 25 de janeiro de 1969 por trabalhadores rurais. No início, era um clube de torneios amadores que despertou o interesse de um empresário recém chegado na cidade. Logo, filiou-se à Liga Municipal de Futebol de  Suzano e conquistou inúmeros títulos amadores locais e regionais.
Em 1983, o clube foi profissionalizado e construiu um estádio modesto em uma área cedida por prazo indeterminado pela prefeitura municipal. Nos primeiros anos da década de 1990, firmou uma parceria com a prefeitura e formou equipes de basquetebol e voleibol. No entanto, com o término da parceria, ficou desestruturado e acabou sendo rebaixado para a última divisão do estado.
Em 2016, participou da Taça Paulista, competição organizada pela Liga de Futebol Paulista e retornou ao estadual em 2019. Dois anos depois, conquistou o título da quarta divisão.

## Títulos
- Campeonato Paulista - Série A4: 2021.[8]